# Arthur Masuaku
Fuka Arthur Masuaku Kawela (* 7. November 1993 in Lille) ist ein französisch-kongolesischer Fußballspieler. 

## Karriere
Nach dem Karrierestart beim FC Valenciennes wechselte der Abwehrspieler 2014 nach Griechenland zu Olympiakos Piräus und 2016 zum englischen Verein West Ham United. Nachdem er in der Saison 2022/23 an Beşiktaş Istanbul ausgeliehen worden war, wechselte er im Sommer 2023 fest zu diesem Klub.
Am 10. August 2025 gab der AFC Sunderland die Verpflichtung von Masuaku bekannt. Bei dem Premier-League-Aufsteiger unterschrieb er einen Zweijahresvertrag.

## Erfolge
Olympiakos Piräus
- Griechischer Meister: 2015, 2016
- Griechischer Pokalsieger: 2014/15

Beşiktaş Istanbul
- Türkischer Pokalsieger: 2024
- Türkischer Supercupsieger: 2024